# Harry Sammy Goosen
Pour les articles homonymes, voir Goosen.
Harry Sammy Goosen (né en 1892 - date de mort inconnue) est un coureur cycliste sur piste et cycliste sur route sud-africain des années 1920.

## Palmarès
- 1920
  -  Médaillé de bronze en poursuite par équipe sur piste aux Jeux olympiques d'Anvers